# Îlet Oscar
L'Îlet Oscar est une île inhabitée de Martinique, un des îlets du François, appartenant administrativement à Le François.

## Histoire
Îlet issu de la chaîne volcanique sous-marine de Vauclin-Pitaul datée du miocène moyen, il est comme les îlets Lavigne, Frégate, Long et Thierry, protégé par un arrêté de protection de biotope depuis 2003. C'est un site  inscrit par l’arrêté ministériel du 28 juillet 2007, avec les îlets Lapins et Pelé.
Etant situé à proximité de la baignoire de Joséphine, l'îlet reçoit journellement  200 touristes environ, ce qui en fait l'îlet le plus fréquenté des îlets du François.
Deux pontons desservent 2 constructions dont l'une est une maison coloniale en bois du XIXe siècle qui avait été construite initialement sur l'îlet Thierry puis déplacée en 1935 à son emplacement actuel. Les constructions : maison, dépendances et four à chaux, sont inscrites partiellement à l'inventaire des Monuments historiques par arrêté du 26 juillet 2004. Le four à chaux original existait dès la fin du XVIIIe siècle. Ensemble cohérent formé par la maison, la citerne, la case à vent et la cuisine. Un habitat amérindien  a été identifié entre la maison et le four à chaux.
C'est ici qu'ont été tournées les scènes principales de la série télévisée en français Cœurs Caraïbes diffusée en 1995.